# Damjan Beneša
Damjan Beneša ↓1 (Dubrovnik, 1477. – Rim, prosinca 1539.), hrvatski latinist, prevoditelj, pisac i pjesnik.

## Životopis
Damjan Beneša rođen je u Dubrovniku 1477. godine u uglednoj patricijskoj obitelji. Obrazovao se u Dubrovniku, a profesor mu je bio znameniti pjesnik Ilija Crijević. Četiri puta je bio član Maloga vijeća, dvaput providur,  a tri puta je biran u Vijeće umoljenih. Također je tri puta obnašao dužnost kneza Dubrovačke Republike (u prosincu 1531., kolovozu 1534. i veljači 1537.). Oženio se 1526. Jakominom Pucić, s kojom je imao tri sina i tri kćeri.
Osim nekih kraćih tekstova, objavljenih u tuđim izdanjima, za života nije ništa uspio tiskati. Najpoznatije mu je djelo ep "Kristova smrt" (lat. De morte Christi), u 10 knjiga koji sadrži oko 8500 stihova. Od poznatiji djela tu su još tri knjige "Epigrama" (lat. Epigrammata) i dvije knjige "Lirike" (lat. Lyrica). Prevodio je stihovima s grčkoga na latinski te se i sam okušao u pisanju grčkih stihova.
Umro je u Rimu prosinca 1539., kako Nikola Ranjina, navodi kao žrtva neke velike epidemije.

## Napomene
1. ↑1  U spisima se javlja i kao: Damianus Benessa, Benešić, Benessius